# LZW
LZW (Lempel-Ziv-Welch) é um algoritmo de compressão de dados, derivado do algoritmo LZ78, baseado na localização e no registro das padronagens de uma estrutura. Foi desenvolvido e patenteado em 1984 por Terry Welch. É geralmente utilizado em imagens em que não se pode perder a definição original. Nas imagens, o algoritmo lê os valores de pixels de uma imagem bitmap e elabora uma tabela de códigos onde se representam as padronagens repetidas dos pixels encontrados.
O codificador LZW reduz, pela compressão, os arquivos de imagens gráficas a 1/3 ou 1/4 de seu tamanho original.
Imagens com padronagem bem definidas — com grandes blocos de cor contínua ou repetidas de cores — podem reduzir para 1/10 o tamanho original do arquivo.

## Formatos que utilizam o LZW
- TIFF, por opção;
- GIF, por padrão.

## Algoritmo

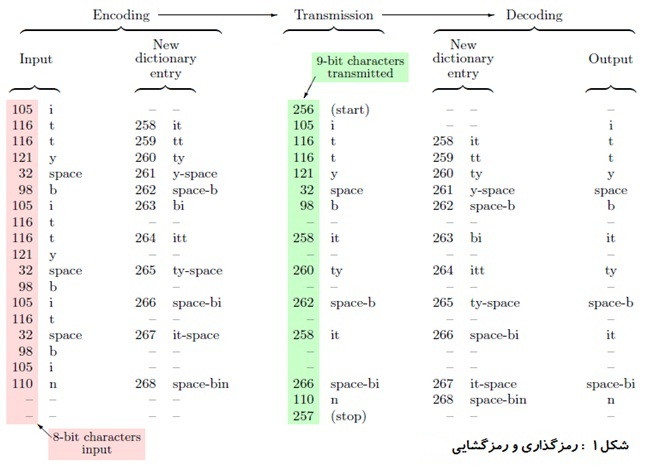
Compressão e descompressão com LZW

O algoritmo LZW é uma variante do LZ78, que visa eliminar a necessidade de se emitir um caractere literal junto com o endereço de dicionário. Para isso, o dicionário é inicializado com todos os símbolos do alfabeto (ao se usar codificação ASCII são 256 símbolos, de 0 a 255). A entrada é lida e acumulada em uma cadeia de caracteres que chamaremos de I. Sempre que a seqüência contida em I não estiver presente no dicionário emitimos o código correspondente a versão anterior de I (ou seja, I sem o último caractere) e adicionamos I ao dicionário. I volta a ser inicializado com o último caractere lido (o seu último caractere) e o processo continua até que não haja mais caracteres na entrada.

### Pseudocódigo
```
1. No início o dicionário contém todas as raízes possíveis e I é vazio;
2. c <= próximo caractere da sequência de entrada;
3. A string I+c existe no dicionário?
	a. se sim,
		i. I <= I+c;
	b. se não,
		i. coloque a palavra código correspondente a I na sequência codificada;
		ii. adicione a string I+c ao dicionário;
		iii. I <= c;
4. Existem mais caracteres na sequência de entrada ?
	a. se sim,
		i. volte ao passo 2;
	b. se não,
		ii. coloque a palavra código correspondente a I na sequência codificada;
		iii. FIM.

```

### Pseudocódigo descompactação String
```
1. No início o dicionário contém todas as raízes possíveis;
2. cW <= primeira palavra código na sequência codificada (sempre é uma raiz);
3. Coloque a string(cW) na sequência de saída;
4. pW <= cW;
5. cW <= próxima palavra código da sequência codificada;
6. A string(cW) existe no dicionário ?
	a. se sim,
		i. coloque a string(cW) na sequência de saída;
		ii. P <= string(pW);
		iii. C <= primeiro caracter da string(cW);
		iv. adicione a string P+C ao dicionário;
	b. se não,
		i. P <= string(pW);
		ii. C <= primeiro caracter da string(pW);
		iii. coloque a string P+C na sequência de saída e adicione-a ao dicionário;
7. Existem mais palavras código na sequência codificada ?
	a. se sim,
		i. volte ao passo 4;
	b. se não,
		i. FIM.

```

## Exemplo
No quadro abaixo mostramos os passes da compressão da cadeia A_ASA_DA_CASA usando o método de LZW. A coluna I representa a cadeia lida na entrada desde que a última saída foi emitida. A coluna no dic? indica se a seqüência em I está presente no dicionário. a coluna nova entrada mostra o que será inserido no dicionário (como o dicionário já contém os 256 símbolos do código ASCII é impraticável mostrar todo seu conteúdo, por isso listamos apenas as novas entradas). E por fim a coluna saída mostra o código que será emitido na saída do programa, junto com o que ele representa no dicionário (entre parênteses).
| I   | no dic? | nova entrada | saída    |
| A   | S       |              |          |
| A_  | N       | 256:A_       | 65 (A)   |
| _   | S       |              |          |
| _A  | N       | 257:_A       | 95 (_)   |
| A   | S       |              |          |
| AS  | N       | 258:AS       | 65 (A)   |
| S   | S       |              |          |
| SA  | N       | 259:SA       | 83 (S)   |
| A   | S       |              |          |
| A_  | S       |              |          |
| A_D | N       | 260:A_D      | 256 (A_) |
| D   | S       |              |          |
| DA  | N       | 261:DA       | 68 (D)   |
| A   | S       |              |          |
| A_  | S       |              |          |
| A_C | N       | 262:A_C      | 256 (A_) |
| C   | S       |              |          |
| CA  | N       | 263:CA       | 67 (C)   |
| A   | S       |              |          |
| AS  | S       |              |          |
| ASA | N       | 264:ASA      | 258 (AS) |
| A   | S       |              |          |
| -   | -       | -            | 65 (A)   |

O tamanho final é de 10 códigos,sendo 7 representados por 8 bits cada um e 3 código representados por 9 bits. Nesse caso temos na saída 83 bits, comparados com os 104 originais. Como podemos ver, o método LZW é ainda mais lento para fazer efeito que o método LZ78 devido ao fato de o dicionário já estar inicialmente povoado com todos os símbolos do alfabeto. Entretanto ele é mais simples de ser implementado e gera resultados semelhantes ou até melhores com cadeias de caracteres mais longas.

## Problemas
Por ser uma variante do LZ78 o LZW sofre dos mesmos problemas enfrentados por este, que podem ser vistos em LZ78#Problemas.
Exemplo de implementação
```
#!/usr/bin/python

# coding: utf-8

import
 
sys

class
 
lzw_encoder
:

    
"""

        Classe usada para codificar um arquivo usando

        o algoritmo LZW. Está é uma implementação de

        exemplo que não leva em conta a representação

        binária do arquivo de saída nem o estouro do

        tamanho do dicionário. Este código foi baseado nas

        informações contidas em

    """

    
def
 
__init__
(
self
):

        
"""

            Faz a carga inicial do dicionário com os 256

            caracteres ASCII possíveis.

        """

        
self
.
next_code
 
=
 
0

        
self
.
dictionary
 
=
 
dict
()

        
for
 
i
 
in
 
range
(
0
,
256
):

            
self
.
add_to_dictionary
(
chr
(
i
))

    
def
 
add_to_dictionary
(
self
,
 
str
):

        
"""

            Cria um novo código para uma dada "string" e a

            insere sob esse código no dicionário

        """

        
self
.
dictionary
[
str
]
 
=
 
self
.
next_code

        
self
.
next_code
 
=
 
self
.
next_code
 
+
 
1

    
def
 
encode
(
self
,
 
str
):

        
"""

            Corpo do algoritmo. lê sequencialmente os

            caracteres e cria as cadeias a serem inseridas

            no dicionário, emitindo os respectivos códigos

            no arquivo de saída (representado pela lista "ret"

        """

        
ret
 
=
 
[]
 
# inicializa a lista (arquivo de saída)

        
buffer
 
=
 
''
 
# inicializa o acumulador de caracteres lidos

        
for
 
i
 
in
 
range
(
0
,
 
len
(
str
)):

            
c
 
=
 
str
[
i
]

            
# enquanto a cadeia atual existir no dicionário,

            
# continuamos acresncentando caracteres a ela

            
# No caso da versao 3, troque a linha de baixo por:

            
# if len(buffer) == 0 or (buffer + c) in self.dictionary:

            
if
 
len
(
buffer
)
 
==
 
0
 
or
 
self
.
dictionary
.
has_key
(
buffer
 
+
 
c
):

                
buffer
 
=
 
buffer
 
+
 
c

            
else
:

                
# quando encontramos a maior cadeia presente

                
# emitimos o código dessa cadeia e criamos uma

                
# nova cadeia, acrescentando o último

                
# caractere lido.

                
code
 
=
 
self
.
dictionary
[
buffer
]

                
self
.
add_to_dictionary
(
buffer
 
+
 
c
)

                
buffer
 
=
 
c

                
ret
 
=
 
ret
 
+
 
[
code
]

        
if
 
buffer
:

            
ret
 
=
 
ret
 
+
 
[
self
.
dictionary
[
buffer
]]

        
return
 
ret

class
 
lzw_decoder
:

    
"""

        Classe usada para decodificar um arquivo

        codificado com LZW. Segue as mesmas restrições

        da classe  lzw_encoder

    """

    
def
 
__init__
(
self
):

        
"""

            Faz a carga inicial do dicionário com os 256

            caracteres ASCII possíveis.

        """

        
self
.
next_code
 
=
 
0

        
self
.
dictionary
 
=
 
dict
()

        
for
 
i
 
in
 
range
(
0
,
256
):

            
self
.
add_to_dictionary
(
chr
(
i
))

    
def
 
add_to_dictionary
(
self
,
 
str
):

        
"""

            Cria um novo código para uma dada "string" e a

            insere sob esse código no dicionário

        """

        
self
.
dictionary
[
self
.
next_code
]
 
=
 
str

        
self
.
next_code
 
=
 
self
.
next_code
 
+
 
1

    
def
 
decode
(
self
,
 
symbols
):

        
"""

            Decodifica o arquivo. Emite sequêncialmente

            as cadeias correspondentes aos códigos lidos.

            Caso a concatenação dos códigos lidos não

            corresponda a uma cadeia existente, acrescenta no

            dicionário como uma nova cadeia.

        """

        
last_symbol
 
=
 
symbols
[
0
]

        
ret
 
=
 
self
.
dictionary
[
last_symbol
]

        
for
 
symbol
 
in
 
symbols
[
1
:]:

            
# No caso da versao 3, troque a linha de baixo por:

            
# if symbol in self.dictionary:

            
if
 
self
.
dictionary
.
has_key
(
symbol
):

                
current
 
=
 
self
.
dictionary
[
symbol
]

                
previous
 
=
 
self
.
dictionary
[
last_symbol
]

                
to_add
 
=
 
current
[
0
]

                
self
.
add_to_dictionary
(
previous
 
+
 
to_add
)

                
ret
 
=
 
ret
 
+
 
current

            
else
:

                
previous
 
=
 
self
.
dictionary
[
last_symbol
]

                
to_add
 
=
 
previous
[
0
]

                
self
.
add_to_dictionary
(
previous
 
+
 
to_add
)

                
ret
 
=
 
ret
 
+
 
previous
 
+
 
to_add

            
last_symbol
 
=
 
symbol

        
return
 
ret

if
 
__name__
 
==
 
"__main__"
:

    
str
 
=
 
''

    
str
 
=
 
'A_ASA_DA_CASA'

    
encoder
 
=
 
lzw_encoder
()

    
encoded
 
=
 
encoder
.
encode
(
str
)

    
print
 
(
'encoded:'
,
 
encoded
)

    
decoder
 
=
 
lzw_decoder
()

    
decoded
 
=
 
decoder
.
decode
(
encoded
)

    
print
 
(
'decoded:'
,
 
decoded
)

```

## Ligaçoes externas
- animação do algoritmo LZW passo a passo do site de um professor da Universidade Federal de Campina Grande.
- Compactador de arquivos online, que usa LZW ou Huffman, com os códigos. AED 3